# Plebiscito sobre el estatus político de Puerto Rico de 1998
Un referéndum o plebiscito sobre Estatus Político fue sostenido en Puerto Rico el domingo 13 de diciembre de 1998. Los votantes fueron provistos de varias elecciones entre las cuales se hallaban Estadidad, Independencia,  Libre Asociación, Estado Libre Asociado y Ninguna de las Anteriores. Los votantes favorecieron la Ninguna de las Anteriores con un 50.5%. La participación fue de un 71.3%. La opción  con mayor cantidad de  votos fue "ninguna de las anteriores" que sumó la mayoría absoluta de los votos.

## Texto de la petición
"Petición al Gobierno de los Estados Unidos:
"Nosotros, el Pueblo, por la presente y en el ejercicio de nuestro derecho al amparo de la primera enmienda a la Constitución de los Estados Unidos, firmemente solicitamos al Congreso de los Estados Unidos, que con toda rapidez deliberada y tras cien años de subordinación política, se defina de manera concluyente la condición política del Pueblo de Puerto Rico y el alcance de la soberanía de los Estados Unidos de América, a los fines de resolver el actual problema territorial de la isla bajo la siguiente opción:"
Opción 1 (Commonwealth):
"La aplicación sobre Puerto Rico de la soberanía del Congreso, que por virtud de la Ley Federal 600 de 3 de julio de 1950, delega a la Isla la conducción de un gobierno limitado a asuntos de estricto orden local bajo una Constitución propia. Dicho gobierno local estará sujeto a la autoridad del Congreso, la Constitución, las leyes y tratados de los Estados Unidos. Por virtud del Tratado de París y la Cláusula territorial de la Constitución federal, el Congreso puede tratar a Puerto Rico en forma distinta a los estados, mientras haya una base racional. La ciudadanía americana de los puertorriqueños será estatutaria. El inglés continuará siendo el idioma oficial de las agencias y tribunales del Gobierno Federal que operen en Puerto Rico."
Opción 2 (Libre Asociación):
"Un Tratado que reconozca la soberanía plena de Puerto Rico para desarrollar su relación con los Estados Unidos en asociación no colonial, no territorial. Estados Unidos renunciará a todos sus poderes sobre Puerto Rico, entrando al Tratado en el mismo acto. Puerto Rico retendrá todos los poderes que no se deleguen expresamente a los Estados Unidos. Puerto Rico dispondrá sobre la ciudadanía puertorriqueña. Los ciudadanos actuales de los Estados Unidos en Puerto Rico retendrán la ciudadanía americana, si así lo desean, y podrán trasmitirla a sus descendientes, sujeto a lo que dispongan las leyes de los Estados Unidos o el Tratado. Debe entenderse que, a partir de la vigencia del Tratado, el solo hecho de nacer en Puerto Rico no concederá derecho a ser ciudadano americano. El Tratado a negociarse dispondrá sobre asuntos de mercado, defensa, el uso del dólar, asistencia económica y la protección de derechos personales adquiridos. El Tratado también reconocerá la capacidad soberana de Puerto Rico para concertar convenios y otros tratados internacionales."
Opción 3 (Estadidad):
"El ingreso de Puerto Rico a la Unión de los Estados Unidos de América como un estado soberano, en completa igualdad de derechos, responsabilidades y beneficios con los demás estados. Reteniendo, además, la soberanía de Puerto Rico en aquellos asuntos no delegados por la Constitución de los Estados Unidos al Gobierno Federal. El derecho al voto presidencial y la representación igual en el Senado y proporcional en la Cámara de Representantes, sin menoscabo de la representación de los demás estados. Manteniendo también la presente Constitución de Puerto Rico y las mismas leyes estatales; y con ciudadanía americana permanente garantizada por la Constitución de los Estados Unidos de América. Las disposiciones de la ley federal sobre el uso del idioma inglés en las agencias y tribunales del gobierno federal en los cincuenta estados de la Unión aplicarán igualmente en el Estado de Puerto Rico, como ocurre en la actualidad."'
Opción 4 (Independencia):
"El reconocimiento de que Puerto Rico es una república soberana con autoridad plena sobre su territorio y en sus relaciones internacionales con una Constitución que será la Ley Suprema que provea para un sistema de gobierno republicano y la protección de los derechos humanos. Los residentes de Puerto Rico deberán lealtad a, y tendrán la ciudadanía y nacionalidad de la república de Puerto Rico. El haber nacido en Puerto Rico o tener parientes con la ciudadanía americana estatutaria por nacimiento en el anterior territorio, dejarán de ser fundamento para la ciudadanía americana; excepto que las personas que tenían la ciudadanía americana tendrán el derecho estatuario de mantener esa ciudadanía de por vida, por derecho o decisión, según provisto por las leyes del Congreso federal. Los beneficios de los individuos en Puerto Rico, adquiridos por servicios o por contribuciones hechas a los Estados Unidos, serán honrados por los Estados Unidos. Puerto Rico y los Estados Unidos desarrollarán tratados de cooperación, incluyendo asistencia económica y programatica por un período razonable, libre comercio y tránsito y el status de las fuerzas militares."
Ninguna de las Anteriores.

## Resultados

#### Resumen
Las siguientes estadísticas responden a los resultados oficiales publicados por la Comisión Estatal de Elecciones (CEE) de Puerto Rico:
| Opción                           | Votos     | %    |
| -------------------------------- | --------- | ---- |
| Estadidad                        | 728,157   | 46.6 |
| Independencia                    | 39,838    | 2.6  |
| Asociación Libre                 | 4,536     | 0.3  |
| Estado Libre Asociado modificado | 993       | 0.0  |
| Ninguna de las Anteriores        | 787,900   | 50.5 |
| Nulos/En Blanco                  | 4,846     | –    |
| Total                            | 1,556,270 | 100  |
| Fuente: Nohlen                   |           |      |

#### Municipios
| Estado Libre Asociado | (%) | Estadidad | (%)    | Independencia | (%) | Otra | (%)     |
| 0                     | 0%  | 24        | 30.76% | 0             | 0%  | 54   | 69.23%% |

#### Resultados por Municipios
| Municipio     | Ninguna de las Anteriores | (%)  | Estadidad | (%)  | Independencia | (%) | Libre Asociación | (%) | Estado Libre Asociado | (%) | Nulos | (%) | En Blanco | (%) | Total     |
| Loíza         | 3,950                     | 41.6 | 5,286     | 55.7 | 215           | 2.3 | 16               | 0.2 | 8                     | 0.1 | 12    | 0.1 | 11        | 0.1 | 9,498     |
| Moca          | 7,995                     | 44   | 9,794     | 53.9 | 291           | 1.6 | 35               | 0.2 | 11                    | 0.1 | 31    | 0.2 | 26        | 0.1 | 18,183    |
| Maricao       | 1,531                     | 44.8 | 1,801     | 52.7 | 54            | 1.6 | 6                | 0.2 | 3                     | 0.1 | 11    | 0.3 | 10        | 0.3 | 3,416     |
| Villalba      | 4,973                     | 45.7 | 5,660     | 52.1 | 169           | 1.6 | 19               | 0.2 | 3                     | 0   | 14    | 0.1 | 33        | 0.3 | 10,871    |
| Aguadilla     | 12,167                    | 45.7 | 13,787    | 51.8 | 509           | 1.9 | 52               | 0.2 | 22                    | 0.1 | 53    | 0.2 | 24        | 0.1 | 26,614    |
| Guaynabo      | 18,332                    | 44.9 | 20,935    | 51.3 | 1,190         | 2.9 | 204              | 0.5 | 40                    | 0.1 | 69    | 0.2 | 32        | 0.1 | 40,802    |
| Las Piedras   | 6,792                     | 46.7 | 7,452     | 51.2 | 226           | 1.6 | 27               | 0.2 | 7                     | 0   | 29    | 0.2 | 15        | 0.1 | 14,548    |
| Adjuntas      | 4,247                     | 47   | 4,572     | 50.6 | 148           | 1.6 | 21               | 0.2 | 8                     | 0.1 | 15    | 0.2 | 27        | 0.3 | 9,038     |
| Manatí        | 8,783                     | 46.4 | 9,590     | 50.6 | 435           | 2.3 | 61               | 0.3 | 12                    | 0.1 | 32    | 0.2 | 24        | 0.1 | 18,937    |
| Florida       | 2,458                     | 45.5 | 2,732     | 50.5 | 186           | 3.4 | 15               | 0.3 | 2                     | 0   | 9     | 0.2 | 6         | 0.1 | 5,408     |
| Ciales        | 4,580                     | 47.7 | 4,820     | 50.2 | 146           | 1.5 | 12               | 0.1 | 2                     | 0   | 13    | 0.1 | 21        | 0.2 | 9,594     |
| Río Grande    | 8,546                     | 47   | 9,100     | 50   | 409           | 2.2 | 55               | 0.3 | 16                    | 0.1 | 43    | 0.2 | 22        | 0.1 | 18,191    |
| Bayamón       | 43,912                    | 47   | 46,435    | 49.7 | 2,488         | 2.7 | 320              | 0.3 | 56                    | 0.1 | 174   | 0.2 | 80        | 0.1 | 93,465    |
| Camuy         | 8,190                     | 48.2 | 8,442     | 49.7 | 254           | 1.5 | 34               | 0.2 | 9                     | 0.1 | 30    | 0.2 | 32        | 0.2 | 16,991    |
| Fajardo       | 6,660                     | 47.2 | 7,015     | 49.7 | 344           | 2.4 | 34               | 0.2 | 19                    | 0.1 | 32    | 0.2 | 15        | 0.1 | 14,119    |
| San Lorenzo   | 8,067                     | 47.7 | 8,405     | 49.7 | 313           | 1.9 | 39               | 0.2 | 11                    | 0.1 | 36    | 0.2 | 26        | 0.2 | 16,897    |
| Cidra         | 7,762                     | 45.8 | 8,377     | 49.5 | 687           | 4.1 | 50               | 0.3 | 8                     | 0   | 36    | 0.2 | 17        | 0.1 | 16,937    |
| Jayuya        | 3,961                     | 47.7 | 4,104     | 49.5 | 181           | 2.2 | 16               | 0.2 | 5                     | 0.1 | 18    | 0.2 | 14        | 0.2 | 8,299     |
| Juncos        | 6,555                     | 47.9 | 6,769     | 49.5 | 271           | 2   | 20               | 0.1 | 10                    | 0.1 | 27    | 0.2 | 19        | 0.1 | 13,671    |
| Arroyo        | 4,058                     | 47   | 4,261     | 49.3 | 266           | 3.1 | 14               | 0.2 | 6                     | 0.1 | 20    | 0.2 | 11        | 0.1 | 8,636     |
| Arecibo       | 21,024                    | 48.1 | 21,528    | 49.2 | 915           | 2.1 | 96               | 0.2 | 20                    | 0   | 83    | 0.2 | 59        | 0.1 | 43,725    |
| Utuado        | 7,688                     | 48.7 | 7,757     | 49.2 | 248           | 1.6 | 25               | 0.2 | 7                     | 0   | 34    | 0.2 | 21        | 0.1 | 15,780    |
| Corozal       | 8,501                     | 48.8 | 8,533     | 48.9 | 308           | 1.8 | 24               | 0.1 | 8                     | 0   | 30    | 0.2 | 29        | 0.2 | 17,433    |
| Cataño        | 6,052                     | 48.2 | 6,124     | 48.7 | 303           | 2.4 | 43               | 0.3 | 7                     | 0.1 | 24    | 0.2 | 14        | 0.1 | 12,567    |
| Orocovis      | 5,917                     | 49.4 | 5,826     | 48.6 | 167           | 1.4 | 11               | 0.1 | 6                     | 0.1 | 35    | 0.3 | 19        | 0.2 | 11,981    |
| Aguada        | 9,044                     | 49   | 8,885     | 48.1 | 383           | 2.1 | 48               | 0.3 | 9                     | 0   | 35    | 0.2 | 49        | 0.3 | 18,453    |
| Aguas Buenas  | 5,989                     | 47.6 | 6,037     | 48   | 491           | 3.9 | 30               | 0.2 | 2                     | 0   | 17    | 0.1 | 15        | 0.1 | 12,581    |
| Quebradillas  | 6,095                     | 49.3 | 5,934     | 48   | 273           | 2.2 | 29               | 0.2 | 3                     | 0   | 23    | 0.2 | 11        | 0.1 | 12,368    |
| Añasco        | 6,632                     | 50.2 | 6,334     | 47.9 | 186           | 1.4 | 28               | 0.2 | 3                     | 0   | 19    | 0.1 | 17        | 0.1 | 13,219    |
| Lares         | 7,282                     | 49.4 | 7,033     | 47.7 | 359           | 2.4 | 35               | 0.2 | 4                     | 0   | 20    | 0.1 | 14        | 0.1 | 14,747    |
| Maunabo       | 2,838                     | 48.3 | 2,805     | 47.7 | 197           | 3.4 | 9                | 0.2 | 6                     | 0.1 | 10    | 0.2 | 10        | 0.2 | 5,875     |
| Ceiba         | 2,782                     | 49.9 | 2,647     | 47.5 | 107           | 1.9 | 15               | 0.3 | 5                     | 0.1 | 10    | 0.2 | 10        | 0.2 | 5,576     |
| Comerío       | 5,099                     | 49.7 | 4,869     | 47.5 | 249           | 2.4 | 14               | 0.1 | 2                     | 0   | 12    | 0.1 | 10        | 0.1 | 10,255    |
| Juana Díaz    | 9,737                     | 50.4 | 9,125     | 47.3 | 321           | 1.7 | 38               | 0.2 | 3                     | 0   | 45    | 0.2 | 33        | 0.2 | 19,302    |
| Toa Alta      | 10,353                    | 49.8 | 9,794     | 47.2 | 511           | 2.5 | 55               | 0.3 | 7                     | 0   | 41    | 0.2 | 11        | 0.1 | 20,772    |
| Toa Baja      | 17,324                    | 49.5 | 16,496    | 47.1 | 958           | 2.7 | 99               | 0.3 | 24                    | 0.1 | 74    | 0.2 | 29        | 0.1 | 35,004    |
| Hatillo       | 8,888                     | 50.7 | 8,220     | 46.9 | 326           | 1.9 | 42               | 0.2 | 9                     | 0.1 | 20    | 0.1 | 19        | 0.1 | 17,524    |
| Peñuelas      | 5,314                     | 48.5 | 5,139     | 46.9 | 429           | 3.9 | 28               | 0.3 | 8                     | 0.1 | 19    | 0.2 | 23        | 0.2 | 10,960    |
| Barranquitas  | 6,938                     | 50.6 | 6,404     | 46.7 | 298           | 2.2 | 17               | 0.1 | 7                     | 0.1 | 24    | 0.2 | 12        | 0.1 | 13,700    |
| Carolina      | 36,565                    | 50   | 34,151    | 46.7 | 1,870         | 2.6 | 253              | 0.3 | 43                    | 0.1 | 115   | 0.2 | 61        | 0.1 | 73,058    |
| Luquillo      | 4,029                     | 50.7 | 3,699     | 46.6 | 158           | 2   | 33               | 0.4 | 2                     | 0   | 12    | 0.2 | 9         | 0.1 | 7,942     |
| Patillas      | 4,706                     | 50   | 4,383     | 46.6 | 252           | 2.7 | 22               | 0.2 | 7                     | 0.1 | 18    | 0.2 | 20        | 0.2 | 9,408     |
| San Juan      | 82,427                    | 49.4 | 77,537    | 46.5 | 5,490         | 3.3 | 871              | 0.5 | 135                   | 0.1 | 309   | 0.2 | 135       | 0.1 | 166,904   |
| Gurabo        | 7,051                     | 50.6 | 6,460     | 46.4 | 334           | 2.4 | 39               | 0.3 | 9                     | 0.1 | 27    | 0.2 | 9         | 0.1 | 13,929    |
| Isabela       | 10,871                    | 51.2 | 9,844     | 46.4 | 388           | 1.8 | 42               | 0.2 | 5                     | 0   | 37    | 0.2 | 33        | 0.2 | 21,220    |
| Guayama       | 8,290                     | 50.5 | 7,551     | 46   | 442           | 2.7 | 38               | 0.2 | 11                    | 0.1 | 48    | 0.3 | 23        | 0.1 | 16,403    |
| Yabucoa       | 9,451                     | 51.5 | 8,435     | 46   | 353           | 1.9 | 32               | 0.2 | 16                    | 0.1 | 39    | 0.2 | 25        | 0.1 | 18,351    |
| Naguabo       | 5,500                     | 51.6 | 4,878     | 45.8 | 208           | 2   | 19               | 0.2 | 4                     | 0   | 28    | 0.3 | 13        | 0.1 | 10,650    |
| Ponce         | 34,690                    | 50.8 | 31,264    | 45.8 | 1,830         | 2.7 | 204              | 0.3 | 52                    | 0.1 | 139   | 0.2 | 87        | 0.1 | 68,266    |
| Coamo         | 8,344                     | 52.7 | 7,178     | 45.3 | 239           | 1.5 | 21               | 0.1 | 11                    | 0.1 | 24    | 0.2 | 20        | 0.1 | 15,837    |
| Las Marías    | 2,805                     | 52.4 | 2,411     | 45.1 | 105           | 2   | 6                | 0.1 | 1                     | 0   | 8     | 0.1 | 12        | 0.2 | 5,348     |
| San Germán    | 8,605                     | 52   | 7,432     | 44.9 | 375           | 2.3 | 63               | 0.4 | 17                    | 0.1 | 38    | 0.2 | 27        | 0.2 | 16,557    |
| Guánica       | 4,659                     | 52   | 4,005     | 44.7 | 250           | 2.8 | 22               | 0.2 | 7                     | 0.1 | 13    | 0.1 | 9         | 0.1 | 8,965     |
| Morovis       | 7,237                     | 53.5 | 6,036     | 44.6 | 204           | 1.5 | 17               | 0.1 | 3                     | 0   | 18    | 0.1 | 23        | 0.2 | 13,538    |
| Caguas        | 30,388                    | 52.3 | 25,582    | 44   | 1,787         | 3.1 | 190              | 0.3 | 40                    | 0.1 | 116   | 0.2 | 46        | 0.1 | 58,149    |
| Trujillo Alto | 14,112                    | 51.9 | 11,973    | 44   | 901           | 3.3 | 115              | 0.4 | 18                    | 0.1 | 45    | 0.2 | 21        | 0.1 | 27,185    |
| Barceloneta   | 5,552                     | 54.1 | 4,501     | 43.9 | 151           | 1.5 | 12               | 0.1 | 3                     | 0   | 24    | 0.2 | 11        | 0.1 | 10,254    |
| Canóvanas     | 8,405                     | 53.1 | 6,945     | 43.9 | 352           | 2.2 | 45               | 0.3 | 9                     | 0.1 | 47    | 0.3 | 15        | 0.1 | 15,818    |
| San Sebastián | 11,335                    | 52.2 | 9,499     | 43.7 | 748           | 3.4 | 59               | 0.3 | 12                    | 0.1 | 43    | 0.2 | 32        | 0.1 | 21,728    |
| Vega Alta     | 8,548                     | 53.5 | 6,975     | 43.6 | 362           | 2.3 | 42               | 0.3 | 8                     | 0.1 | 38    | 0.2 | 19        | 0.1 | 15,992    |
| Vega Baja     | 13,559                    | 54   | 10,801    | 43   | 625           | 2.5 | 47               | 0.2 | 12                    | 0   | 50    | 0.2 | 23        | 0.1 | 25,117    |
| Yauco         | 9,947                     | 53.7 | 7,879     | 42.6 | 556           | 3   | 49               | 0.3 | 18                    | 0.1 | 27    | 0.1 | 34        | 0.2 | 18,510    |
| Mayagüez      | 22,611                    | 53.9 | 17,847    | 42.5 | 1,191         | 2.8 | 141              | 0.3 | 27                    | 0.1 | 96    | 0.2 | 49        | 0.1 | 41,962    |
| Santa Isabel  | 4,786                     | 54.9 | 3,702     | 42.5 | 170           | 2   | 21               | 0.2 | 5                     | 0.1 | 6     | 0.1 | 21        | 0.2 | 8,711     |
| Rincón        | 4,093                     | 55.9 | 3,082     | 42.1 | 97            | 1.3 | 11               | 0.2 | 4                     | 0.1 | 21    | 0.3 | 15        | 0.2 | 7,323     |
| Cayey         | 11,228                    | 54.2 | 8,706     | 42   | 629           | 3   | 63               | 0.3 | 21                    | 0.1 | 29    | 0.1 | 34        | 0.2 | 20,710    |
| Hormigueros   | 4,407                     | 54.2 | 3,408     | 41.9 | 268           | 3.3 | 19               | 0.2 | 7                     | 0.1 | 12    | 0.1 | 16        | 0.2 | 8,137     |
| Lajas         | 6,450                     | 56.1 | 4,750     | 41.3 | 238           | 2.1 | 24               | 0.2 | 9                     | 0.1 | 15    | 0.1 | 18        | 0.2 | 11,504    |
| Cabo Rojo     | 10,252                    | 53.9 | 7,839     | 41.2 | 796           | 4.2 | 62               | 0.3 | 10                    | 0.1 | 48    | 0.3 | 23        | 0.1 | 19,030    |
| Humacao       | 13,184                    | 56.1 | 9,577     | 40.8 | 567           | 2.4 | 73               | 0.3 | 23                    | 0.1 | 41    | 0.2 | 26        | 0.1 | 23,491    |
| Guayanilla    | 5,411                     | 55.3 | 3,934     | 40.2 | 378           | 3.9 | 16               | 0.2 | 3                     | 0   | 24    | 0.2 | 24        | 0.2 | 9,790     |
| Vieques       | 2,207                     | 56.2 | 1,580     | 40.2 | 110           | 2.8 | 7                | 0.2 | 2                     | 0.1 | 12    | 0.3 | 12        | 0.3 | 3,930     |
| Salinas       | 6,726                     | 57.2 | 4,693     | 39.9 | 259           | 2.2 | 28               | 0.2 | 5                     | 0   | 17    | 0.1 | 26        | 0.2 | 11,754    |
| Dorado        | 8,547                     | 57.2 | 5,887     | 39.4 | 426           | 2.9 | 27               | 0.2 | 13                    | 0.1 | 34    | 0.2 | 10        | 0.1 | 14,944    |
| Culebra       | 492                       | 57   | 336       | 38.9 | 28            | 3.2 | 0                | 0   | 4                     | 0.5 | 1     | 0.1 | 2         | 0.2 | 863       |
| Naranjito     | 8,924                     | 59.4 | 5,749     | 38.3 | 298           | 2   | 18               | 0.1 | 8                     | 0.1 | 19    | 0.1 | 12        | 0.1 | 15,028    |
| Sabana Grande | 7,257                     | 60.5 | 4,425     | 36.9 | 238           | 2   | 27               | 0.2 | 8                     | 0.1 | 19    | 0.2 | 15        | 0.1 | 11,989    |
| Aibonito      | 7,233                     | 60.1 | 4,396     | 36.5 | 354           | 2.9 | 22               | 0.2 | 3                     | 0   | 20    | 0.2 | 10        | 0.1 | 12,038    |
| Puerto Rico   | 787,900                   | 50.3 | 728,157   | 46.5 | 39,838        | 2.5 | 4,536            | 0.3 | 993                   | 0.1 | 2,956 | 0.2 | 1,890     | 0.1 | 1,566,270 |